# Emoia loveridgei
Emoia loveridgei este o specie de șopârle din genul Emoia, familia Scincidae, descrisă de Brown 1953. A fost clasificată de IUCN ca specie cu risc scăzut. Conform Catalogue of Life specia Emoia loveridgei nu are subspecii cunoscute.